# Ondarroa
Ondárroa è un comune spagnolo di 9 732 abitanti situato nella comunità autonoma dei Paesi Baschi. Fa parte della comarca di Lea-Artibai, nella provincia di Biscaglia.

## Storia
Ondárroa fu fondata nel XIV secolo. Nel 1351 fece parte, con Bilbao, Plencia e Lequeitio, di una Lega contro l'Inghilterra, che aveva occupato Bayonne e Biarritz. Il trattato di pace fu firmato il 21 dicembre 1353 a Fuentarrabía.
La principale fonte di ricchezza della città è sempre stata la pesca: Ondárroa è, infatti, uno dei principali porti pescherecci del Mar Cantabrico. Ai tempi di Filippo II il porto di Ondárroa conobbe un'intensa attività commerciale e l'attività come cantiere navale è stata importante fino alla seconda metà del XX secolo. Come tutti i centri abitati della costa basca, ha fornito molti marinai alla flotta militare spagnola.
Nel 1638 Ondárroa prestò soccorso a San Sebastián assediata dai francesi e, con l'aiuto di altre città della Biscaglia, li vinse catturando 3 imbarcazioni e 30 uomini.
Il 28 agosto del 1794, durante la Guerra del Rossiglione, i francesi entrarono a Ondárroa, provocando un incendio che distrusse parte della città e saccheggiando la chiesa parrocchiale.
Alla fine del XIX secolo giunsero in città diverse famiglie italiane interessate alla conservazione del pesce, soprattutto delle acciughe sotto sale. Qui aprirono stabilimenti di salagione che costituirono l'embrione della fiorente industria conserviera che oggi possiede Ondárroa.
Nel 1934 iniziarono i lavori per la costruzione del porto esterno. Fino ad allora, infatti, il porto si trovava nella parte interna della ría, e le barche attraccavano vicino alla chiesa e al Puente Viejo. Dopo la Guerra Civile Spagnola, il porto fu consolidato, e la flotta peschereccia crebbe considerevolmente. Tale fatto contribuì alla crescita demografica e all'arricchimento della città, che cominciò a estendersi lungo tutta la sponda della ría.
Negli anni novanta furono realizzate varie infrastrutture per rendere più agevole l'accesso al porto, tra le quali si distingue il ponte realizzato da Santiago Calatrava.
Nonostante la crisi della pesca della fine del XX secolo (sparizione di alcune specie, abbandono delle attività marittime da parte dei giovani, ecc.) lo sviluppo della città è tuttora basato sulle attività marittime. L'ammodernamento della flotta peschereccia con imbarcazioni che utilizzano le tecnologie più avanzate e la nuova immigrazione di origine africana, insieme all'impegno e all'operosità degli abitanti di Ondárroa, mantengono viva ancor oggi questa tradizione.
Storica la rivalità con la vicina Lequeitio: ancor prima della fondazione delle città, gli abitanti dei territori su cui esse sarebbero sorte erano nemici e furono coinvolti nella guerra di fazioni tra le famiglie feudali Oñaz e Gamboa che insanguinò la Biscaglia nel corso dei secoli XII e XIII. Con la fondazione delle due città, sorsero annose dispute relative a diritti di pesca e di sfruttamento delle risorse naturali del territorio circostante. La reciproca ostilità si inasprisce particolarmente all'inizio del XX secolo, coinvolgendo gli abitanti dei territori circostanti. Nel 1926, la tensione raggiunse livelli altissimi in occasione della Regata della Concha di San Sebastián, tra le più prestigiose competizioni nautiche spagnole. Le controversie, iniziate nei giorni che precedettero la regata, sfociarono addirittura in una rissa tra abitanti delle due città che ebbe luogo a Lequeitio qualche giorno prima della gara. Il 5 settembre, la regata fu vinta dal Club Deportivo Aurrera de Ondárroa e ciò scatenò un'ulteriore serie di ripicche ed episodi violenti. La situazione si aggravò con la pubblicazione di un componimento in versi in euskera in cui si prendevano in giro i perdenti, che le autorità di Lequeitio trovano ingiuriosi. I versi, scritti dai cittadini di Ondárroa José Burgoa e José Brontxe, furono causa di una sanzione da parte dell'autorità provinciale. La rivalità tra le due città è viva ancor oggi.

## Geografia fisica
La stessa etimologia di Ondárroa, «foce sabbiosa» o « arenile», spiega la sua natura geografica.
L'Artibai è il fiume principale che attraversa la città. Alla foce forma una piccola ría circondata da arenili che oggi sono interamente urbanizzati.
Il centro storico della città si estende sui pendii dei monti che fiancheggiano la riva sinistra del fiume Artibai, dove, così come accade sulla riva destra, predominano grandi banchi di calcare inclinati verso il mare. La Ondárroa moderna, invece, si erge sui grandi banchi di sabbia che formano la ría dell'Artibai. La zona costiera è formata da ripide scogliere a strapiombo sul mare come la Peña Fraile, in direzione di Lequeitio.

## Punti d'interesse
- Casco antiguo. Il centro storico di Ondarroa conserva il suo antico tracciato medievale, ed è stato dichiarato Bene Culturale nella categoria di Complesso monumentale dal Governo Basco nel 1994[1].
- Iglesia de Santa María. Chiesa di stile tardo gotico (1462).
- Torre de Likona. Costruita nel XV secolo, vi nacque la madre di Ignazio di Loyola, fondatore della Compagnia di Gesù.
- Antico municipio. Costruzione della fine del XIX secolo, dalla caratteristica facciata in stile toscano.
- Antigua cofradía de pescadores Santa Clara. Edificio costruito nel 1920 per ospitare la corporazione dei pescatori. Al piano terra si trova il mercato.
- Iglesia de Nuestra Señora de la Antigua. Risalente al XII secolo, ha subito interventi importanti nel 1750. L'attuale campanile fu aggiunto a metà del XX secolo.
- Puente Viejo. Ponte di pietra costruito nel punto in cui si trovava l'antico ponte di epoca romana, distrutto nel 1958 da una piena.
- Puente de la playa o del perro chico (perra chica). Ponte girevole pedonale costruito nel 1927, che permette il passaggio delle imbarcazioni alla zona d'attracco della ría. Inizialmente era un ponte a pedaggio: per attraversarlo si pagavano 5 centesimi (la moneta da 5 centesimi era detta “perra chica”, da cui il soprannome del ponte).
- Puente de Itsas Aurre. Realizzato dal famoso architetto spagnolo Santiago Calatrava.
- Hotel Vega. Opera dell'architetto Pedro Guimón Eguiguren degli inizi del XX secolo, inquadrata nella cosiddetta “architettura neobasca” della corrente modernista.

## Feste

### Carnevale (inauteriak)
Comincia il sabato con l'arrivo del “Lantzoi”, l'avannotto del pesce pipa. Il martedì, ultimo giorno della festa, il Lantzoi, ormai diventato adulto, viene bruciato e le sue ceneri gettate in mare. Il sabato, la domenica e il martedì si svolgono numerosi spettacoli e gare.

### Antxoa egune(giorno delle acciughe)
Si celebra il secondo sabato di maggio. La mattina hanno luogo una gara di pintxos a base di acciughe alla quale partecipano ristoranti e bar di tutti i Paesi Baschi, e una di filetti d'acciughe artigianali. Nel pomeriggio si svolge una degustazione di pintxos di acciughe preparati dalle società gastronomiche di Ondárroa. Si hanno inoltre una rappresentazione del lavoro e dell'ambiente di un'antica fabbrica di conserve e un mercato delle conserve di Ondárroa. La sera la spiaggia di Arrigorri ospita solitamente un concerto rock.

### Festa diKamiñazpi
Kamiñazpi è un quartiere di Ondárroa. Celebra la sua festa il secondo fine settimana di giugno. Ci sono spettacoli per tutte le età, ma l'avvenimento più interessante è il concerto rock del sabato sera.

### San Juan
Nonostante il 23 giugno sia celebrato con piccoli falò in diverse strade della cittadina, spiccano le attività del quartiere di Gorozika. Oltre al falò della vigilia, il giorno di San Juan si svolge un suggestivo pellegrinaggio, preceduto da una messa durante la quale vengono benedetti mazzolini di fiori, frutti ed erbe, affinché proteggano le case dalle avversità. In questo rito, la religione cristiana si mescola alle antiche usanze basche. Tra le manifestazioni che si svolgono in questo giorno, partite a bolos (gioco in cui i partecipanti devono buttar giù dei birilli lanciando in aria delle bocce), sport e giochi tradizionali e balli.

### Zapatu Azule(Sabato blu)
Si festeggia l'ultimo sabato di giugno. In questo giorno, si organizzano la Dina Martxi (marcia in bicicletta da Tolosa a Ondárroa in onore di Dina Bilbao, campionessa di triatlon scomparsa nel giugno del 1997 durante una traversata dell'Atlantico in catamarano), e la fiera delle magliette dei Paesi Baschi. La gente indossa camicie di mahón (tela fresca e resistente in cotone usata tradizionalmente dalla gente di mare).

### Ciclo musicalePedro María Unanue
Si svolge durante tutti i fine settimana di luglio e il primo di agosto. Organizzato dal Comune di Ondárroa con l'aiuto di diverse organizzazioni pubbliche e private, offre spettacoli musicali di alto livello: serate di musica lirica, concerti per pianoforte, corali, ottoni e orchestre.

### Santiagos
Il 24 e il 25 luglio, la Casa de Galicia di Ondárroa organizza diversi spettacoli nella piazza Itsasaurre. È un'ottima opportunità per assaggiare prodotti tipici galiziani.

### Mercato dei prodotti diLea-Artibai
Si svolge il primo sabato di agosto. L'organizzazione prevede anche delle regate.

### Festa diAndra Mari
Il 15 agosto si celebra la festa patronale di Ondárroa, in onore della Virgen de la Antigua. Anche se diverse manifestazioni iniziano a svolgersi già a partire dalla fine di luglio, la festa vera e propria cade tra il 14 e il 17 di agosto. A essa partecipano i gruppi culturali e artistici locali. Le attività della festa sono molto varie: musica e danze popolari, processioni di “gigantes y cabezudos”, gare sportive, concerti rock, preparazione di cibi tradizionali, concerti di bande musicali, fuochi d'artificio, ecc. Molto popolare è la cucaña, gioco che consiste nel correre scalzi su un palo di legno ricoperto di sego disposto in orizzontale e quasi parallelo all'acqua. L'obiettivo è prendere la bandiera posta sulla punta del palo. Dal 2005 esiste un programma di festeggiamenti paralleli, chiamato Herrittarran Andramaixak (Andramaris del Popolo), organizzato dalla sinistra Abertzale, priva di rappresentanza politica nel consiglio comunale a causa della sua illegalizzazione.

### Giornate di caffè teatro
L'ultima settimana di novembre o la prima di dicembre, il Comune, con il supporto dell'industria alberghiera locale, organizza delle giornate di caffè teatro, le cui sessioni cominciano al tramonto.

### Mercato medievale
Organizzato per la prima volta nel 2002, in occasione del 675º anniversario della fondazione della città. Venne ripetuto nel 2004 e il 20 settembre del 2008, il giorno prima di un attentato al commissariato dell'Ertzaintza (polizia autonoma dei Paesi Baschi). Non si svolge a scadenza annuale a causa dello sforzo organizzativo che coinvolge molte persone. Le associazioni locali promuovono diverse attività e molti indossano costumi medievali.

## Amministrazione

### Gemellaggi
- Borj
- Santa Flavia